# Національний інститут походження та якості

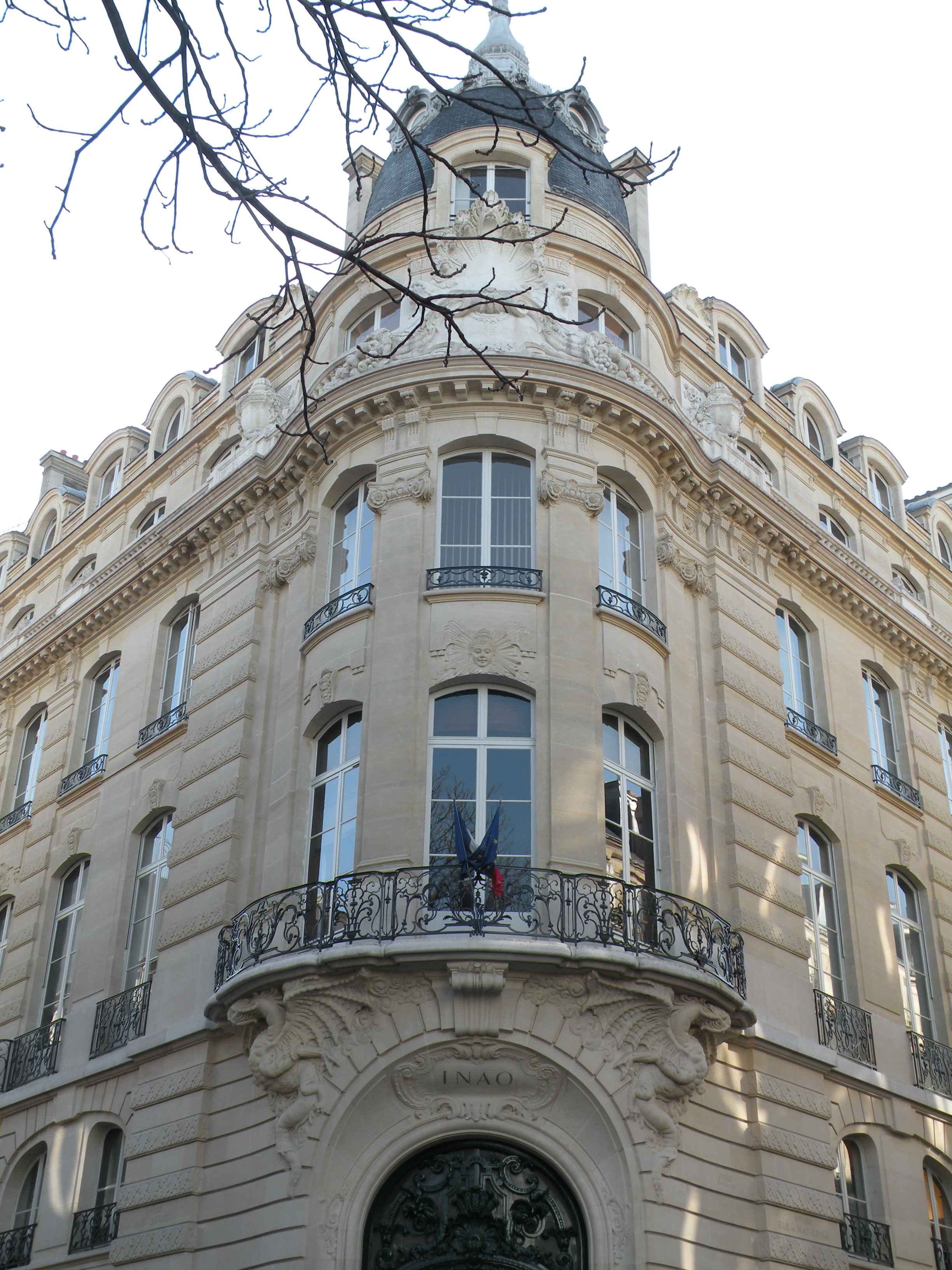
Будівля Національного інституту походження та якості в Парижі

Національний інститут походження та якості (фр. Institut national de l'origine et de la qualité) (стара назва фр. Institut national des appellations d'origine (Національний інститут контролю за походженням)) скорочено (INAO)  — французька організація, що відповідає за контроль французької сільськогосподарської продукції з захищеним географічним статусом.
Підпорядковується Французькому уряду і є частиною Міністерства сільського господарства Франції. Співзасновником організації був барон П'єр Ле Руа (фр. Pierre Le Roy) виробник вина із виноробного апелласьйону Châteauneuf-du-Pape.
Метою діяльності INAO є: регулювання використання певних назв продукції, розмежування відповідних назв та права на їх використання згідно з їхнім географічним розташуванням. Для вина це означає, що INAO регулює правила AOC, згідно з якими кожен виноградник чи виноробне господарство, щоб отримати або утримати уже існуючу назву продукту має точно виконувати спеціально розроблені правила, згідно з якими регламентується, які сорти винограду у яких місцях мають вирощуватися, який максимально допустимий урожай може бути отриманий, яка технологія виготовлення вина має бути дотримана, щоб у результаті отримати вино, яке матиме право носити певну назву.
Простіше кажучи, щоб мати право називати вино «шампанським», недостатньо, щоб вино просто було виготовлено у провінції Шампань. Необхідно чітко дотримуватись визначених правил при виготовленні, а саме: використовувати лише чітко визначені сорти винограду та чітко визначену технологію виноробства. У випадку недотримання будь-якого із правил кінцевий продукт не має права носити назву шампанське. Зазвичай такі вина називають «ігристими».
Кожен апелласьйон (AOC) (французький аналог Protected Designation of Origin (PDO)) виготовляє продукцію згідно з правилами, які визначаються INAO. Ці правила не обмежуються лише на вино. Згідно з правилами INAO виготовляють також сир, м'ясо, молоко, морепродукти, мед, фрукти та овочі.

## Історія
Державне регулювання сільськогосподарської продукції почалося із закону від 1 серпня 1905 року, згідно з яким держава визначала офіційні кордони територій, на яких має вестись виробництво деяких видів сільськогосподарської продукції. Проте цей закон не пов'язував певну назву продукції контрольовану за походженням із її якістю.
Другий закон, прийнятий 6 травня 1919 року, дав судам повноваження діяти у випадках, коли правила територій і назв не дотримуються. В результаті суд міг покарати виробника за використання у продукті назви, яка не дозволена для цієї території. Цей закон також не пов'язував певну назву продукції з її якістю.
У подальшому, як спробу вирішити проблеми у виноробній промисловості, указом від 30 липня 1935 року було створено Національний інститут контролю за походженням. Він мав вирішити усі адміністративні, правові та технологічні аспекти контролю назв за походженням. Спочатку INAO було створено як комітет, а вже потім він отримав назву інститут. Перші закони про систему AOC були прийняті у 1936 році, і вони визначали правила виготовлення більшості найвідоміших класичних вин з Бордо, Бургундії, Шампані та долини Рони, остаточний набір правил, який регламентував технологію виробництва вин, було прийнято до кінця 1937 року.
У 1990 році економічний успіх правил AOC дозволив парламенту законом від 2 липня 1990 року розширити повноваження INAO, щоб охопити усі сільськогосподарські продукти.
З 1 січня 2007 року Національний інститут контролю за походженням (фр. Institut national des appellations d'origine) перейменований в Національний інститут походження та якості (фр. Institut national de l'origine et de la qualité). Тепер інститут відповідає також за сертифікацію продуктів органічного виробництва, та продуктів маркованих Label rouge. Незважаючи на зміну назви інститут зберігає абревіатуру INAO.

## Продукти, що регламентуються INAO

### Вина
Див. Список французьких вин (AOC)

### Сири
Див. Список молочних продуктів Франції (AOC)

### М'ясо
Див. Список продуктів харчування Франції

### Фрукти та овочі
Див. Список продуктів харчування Франції